# Tephrina plumbarioides
Tephrina plumbarioides là một loài bướm đêm trong họ Geometridae.